# 난바라 켄
난바라 켄(일본어: 南原兼)은 일본의 BL(보이즈 러브) 소설가이다. 주요 대표작은 파파와♥KISS IN THE DARK로 2005년 애니메이션화 되기도 하였다.

## 작품활동
- 파파와♥KISS IN THE DARK
- 프린스는 장미와 사슬에 두근거린다
- 레드존에 붙들려서 - 2권 완결.
- 무릎을 끌어안고 기다려요♥
- 갈 데까지 가요♥
- 미안해 피치 파이
- 이그젝티브는 단 것을 좋아해♥[1]